# Магнітне гальмування

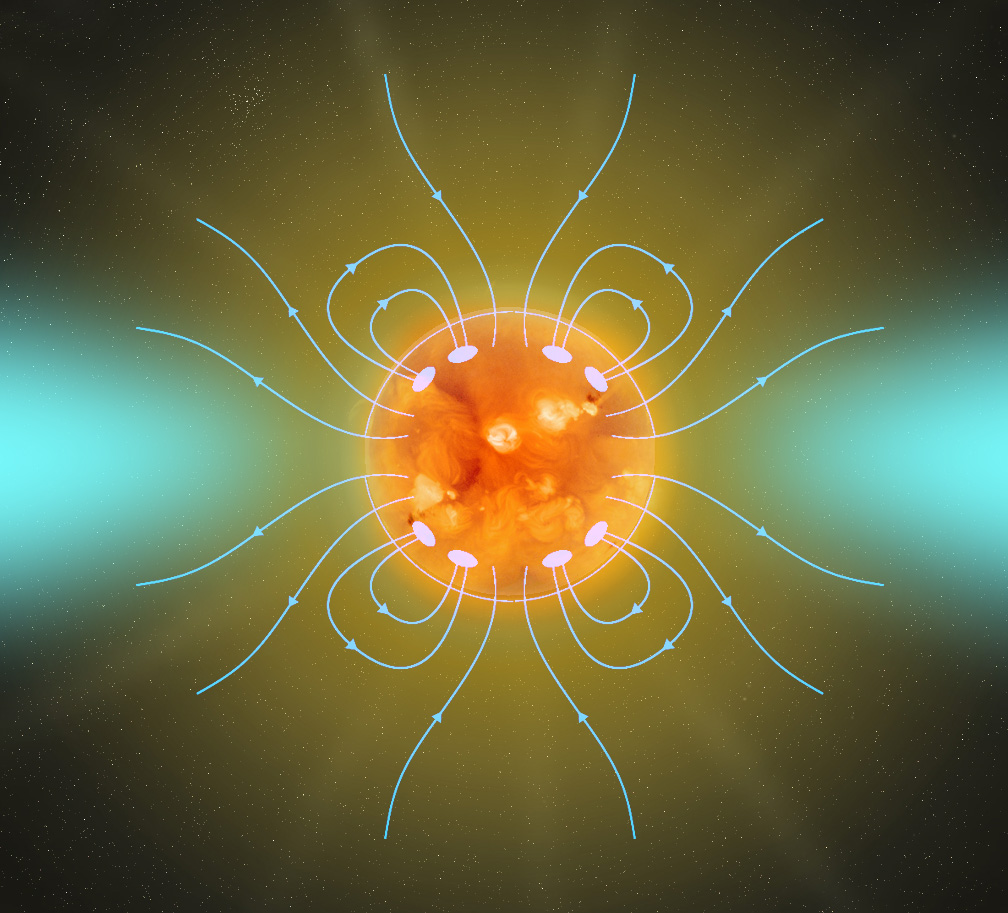
Магнітні силові лінії обертаються разом із Сонцем як твердим тілом. Іонізована речовина, що переноситься вздовж силових ліній, у певний момент вийде за межі магнітних силових ліній і, таким чином, відбере у Сонця його кутовий момент.

Магнітне гальмування — це теорія, що пояснює втрату зоряного кутового моменту через те, що матеріал захоплюється магнітним полем зорі і викидається на велику відстань від поверхні зорі. Воно відіграє важливу роль в еволюції подвійних зоряних систем.

## Проблема
Сучасна теорія еволюції Сонячної системи стверджує, що Сонячна система виникла з газової хмари, що стискається. Коли хмара стискається, кутовий момент повинен зберігатися. Будь-яке невелике обертання хмари призведе до того, що спін хмари збільшуватиметься, коли вона стискатиметься, змушуючи речовину перетворюватися на обертовий диск. У щільному центрі цього диска утворюється протозірка, яка отримує тепло від гравітаційної енергії колапсу. Коли колапс продовжується, швидкість обертання може зрости до такої міри, що протозірка, яка зростає, може розпастися через відцентрову силу на екваторі.
Таким чином, щоб уникнути цього сценарію, швидкість обертання повинна бути сповільнена протягом перших 100 000 років життя зорі. Одним з можливих пояснень гальмування є взаємодія магнітного поля протозірки із зоряним вітром. У випадку нашого Сонця, якщо порівняти кутові моменти планет з кутовим моментом Сонця, то виявиться, що Сонце має менш як 1 % від свого передбачуваного кутового моменту. Іншими словами, Сонце сповільнило своє обертання, а планети — ні.

## Ідея магнітного гальмування
Іонізована речовина, захоплена магнітними силовими лініями, обертатиметься разом із Сонцем так, ніби це тверде тіло. Коли матеріал відлітає від Сонця завдяки сонячному вітру високоіонізована речовина захоплюється лініями поля і обертається з тією ж кутовою швидкістю, що й Сонце, навіть якщо вона віднесена далеко від поверхні Сонця, доки врешті-решт не зникне з поля зору. Цей ефект віднесення маси далеко від центру Сонця і її відкидання сповільнює обертання Сонця. Той самий ефект використовується для сповільнення обертання супутника, що обертається; тут два дроти намотують вантажі на відстань, що сповільнює обертання супутника, потім дроти перерізають, дозволяючи вантажам вилетіти в космос і назавжди позбавляючи космічний корабель його кутового імпульсу.

## Теорія магнітного гальмування
Оскільки іонізований матеріал слідує за магнітними силовими лініями Сонця, через ефект застигання силових ліній у плазмі заряджені частинки відчувають силу 𝐹 величини:
{\displaystyle \mathbf {F} =q\mathbf {v} \times \mathbf {B} }
де 𝑞 — заряд, 𝑣 — швидкість і 𝐵 — вектор магнітного поля. Ця згинаюча дія змушує частинки «закручуватися» навколо силових ліній магнітного поля, утримуючись на місці "магнітним тиском " або «густиною енергії», обертаючись при цьому разом із Сонцем як твердим тілом:
{\displaystyle P_{B}={\frac {B^{2}}{2\mu _{0}}}}
Оскільки напруженість магнітного поля зменшується з кубом відстані, то знайдеться місце, де кінетичний тиск газу іонізованого газу буде достатньо великим, щоб відірватися від силових ліній поля:
{\displaystyle P_{g}=nmv^{2}}
де n — кількість частинок, m — маса окремої частинки та v — радіальна швидкість від Сонця, або швидкість сонячного вітру.
Через високу провідність зоряного вітру магнітне поле за межами Сонця спадає з радіусом, як і густина маси вітру, тобто спадає за законом, оберненим до квадрата. Таким чином, магнітне поле задається формулою
{\displaystyle B(r)=B_{s}{\frac {R^{2}}{r^{2}}}}
де магнітне поле на поверхні Сонця, а {\displaystyle R} його радіус. Критичну відстань, на якій матеріал відірветься від силових ліній, можна обчислити як відстань, на якій кінетичний тиск і магнітний тиск зрівняються, тобто
{\displaystyle P_{B}=P_{g}\Rightarrow } {\displaystyle {\frac {B(r_{c})^{2}}{2\mu _{0}}}=nmv^{2}\Rightarrow } {\displaystyle {\frac {B_{s}^{2}R^{4}}{2\mu _{0}r_{c}^{4}}}=nmv^{2}}
Якщо сонячна втрата маси є всеспрямованою, то втрата маси, підставляючи її у наведене вище рівняння і виділяючи критичний радіус, випливає, що
{\displaystyle r_{c}=R\left({\frac {2\pi B_{s}^{2}R^{2}}{\mu _{0}v{\dot {M}}}}\right)^{1 \over 2}}

## Поточна вартість
Наразі оцінюється, що:
- Швидкість втрати маси Сонця становить близько {\displaystyle {\dot {M}}=dM/dt=2\cdot 10^{9}\,{\rm {kg/s}}}
- Швидкість сонячного вітру становить {\displaystyle v=5\cdot 10^{5}\,{\rm {m/s}}}
- Магнітне поле на поверхні є {\displaystyle B_{s}\approx 10^{-4}{\rm {T}}}
- Сонячний радіус становить {\displaystyle R=7\cdot 10^{5}\,{\rm {km}}}

Це призводить до критичного радіуса. Це означає, що іонізована плазма обертатиметься разом із Сонцем як тверде тіло, поки не досягне відстані, що майже в 15 разів перевищує радіус Сонця; звідти матеріал відірветься і перестане впливати на Сонце.
Кількість сонячної маси, яку потрібно викинути вздовж силових ліній, щоб Сонце повністю припинило обертання, можна обчислити, використовуючи питомий кутовий момент:
{\displaystyle {\frac {j_{\odot }}{j_{c}}}=\left({\frac {R_{\odot }}{r_{c}}}\right)^{2}\approx 0.5\%}
Існує припущення, що Сонце втратило порівнянну кількість матеріалу протягом свого життя.

## Ослаблене магнітне гальмування
У 2016 році вчені з обсерваторій Карнегі опублікували дослідження, в якому припустили, що зірки, які перебувають на схожій стадії життя, як Сонце, обертаються швидше, ніж передбачали теорії магнітного гальмування. Щоб обчислити це, вони визначили темні плями на поверхні зірок і відстежили, як вони рухаються разом з обертанням зірок. Хоча цей метод виявився успішним для вимірювання спіну молодих зірок, «ослаблене» магнітне гальмування у старих зір виявилося важче підтвердити, оскільки останні, як відомо, мають менше зоряних плям. У дослідженні, опублікованому в журналі Nature Astronomy у 2021 році, вчені з Бірмінгемського університету використали інший підхід, а саме астеросейсмологію, щоб підтвердити, що старі зірки дійсно обертаються швидше, ніж очікувалося.